# Insurrecció de Varsòvia
|  | Aquest article tracta sobre l'aixecament de Varsòvia de 1944. Si cerqueu l'aixecament de 1943 al Gueto de Varsòvia , vegeu «Aixecament del Gueto de Varsòvia». |

La insurrecció de Varsòvia o l'aixecament de Varsòvia (en polonès: powstanie warszawskie) fou una lluita armada durant la Segona Guerra Mundial per la qual l'exèrcit polonès (Armia Krajowa) intentà alliberar Varsòvia de l'ocupació nazi. Esclatà a l'inici de l'1 d'agost de 1944 com a part d'una revolta nacional anomenada operació Tempesta. Les tropes poloneses resistiren a les forces alemanyes fins al 2 d'octubre de 1944, és a dir, durant 63 dies.
La insurrecció esclatà en un moment crucial de la guerra, en què l'exèrcit soviètic s'apropava cap a Varsòvia. Malgrat que l'exèrcit roig es trobava a pocs centenars de metres el dia 16 de setembre, mai hi hagué una relació entre el camp de batalla dels insurrectes i el dels soviètics. Malgrat que els polonesos arribaren a controlar el centre de la ciutat i van intentar establir contacte per ràdio, van ser ignorats per l'alt comandament soviètic, que va negar-los el suport aeri i va preferir esperar que els alemanys derrotessin la revolta.
Les pèrdues del bàndol polonès arribaren als 18.000 soldats morts, 25.000 ferits, i sobre els 200.000 civils morts, la majoria dels quals en execucions massives dutes a terme per tropes alemanyes en avançament. Les pèrdues del costat alemany s'estimen sobre 9.000 soldats morts i 9.000 ferits. Quan els alemanys finalment es van retirar de la ciutat el gener de 1945, el 85% de la ciutat havia estat destruïda, sumant els danys de la invasió de Polònia de 1939 i de l'Aixecament del Gueto de Varsòvia el 1943.